# Giovan Battista Nelli
Giovanni Battista Nelli (Firenze, 3 maggio 1661 – Firenze, 7 settembre 1725) è stato un architetto italiano.

## Biografia
Appartenente ad un'antica famiglia fiorentina, fu una personalità poliedrica interessato sia alla scienza che all'arte. Divenne allievo e amico di Vincenzo Viviani e Giambattista Foggini. Il suo nome è legato alla realizzazione del Palazzo dei Cartelloni, residenza di Viviani e vero monumento alla memoria di Galileo Galilei.
Senatore nel 1718. Padre di Giovanni Battista Clemente Nelli, conosciuto per i suoi studi sul Duomo di Firenze e la sua cupola. Fu sepolto nella basilica di San Lorenzo.